# بارگو
بارگو شهری در شهرستان زیمتنگا در استان بام در بورکینافاسوی شمالی است و جمعیت آن ۳۹۱ نفر است.